# Aysha heraldica
Aysha heraldica là một loài nhện trong họ Anyphaenidae.
Loài này thuộc chi Aysha. Aysha heraldica được Cândido Firmino de Mello-Leitão miêu tả năm 1929.